# Villelongue-dels-Monts
Villelongue-del-Monts (på Catalansk: Vilallonga dels Monts) er en by og kommune i departementet Pyrénées-Orientales i Sydfrankrig.

## Geografi
Villelongue ligger på Roussillon-sletten umiddelbart nord for Albère-bjergene, som er en del af Pyrenæerne. Nærmeste byer er mod nordøst Saint-Génis-des-Fontaines (3 km), mod øst Laroque-des-Albères (3 km) og mod sydvest Montesquieu-des-Albères (4 km). Floden Tech løber gennem den nordligste del af kommunen.

## Historie
Villelongue nævnes første gang i 981 som Vilallonga og hørende til klosteret i Saint-Génis-des-Fontaines. I 1095 nævnes borgen Castrum Sancti Christophori som ligger på en klippe over byen. Sognekirken Saint Etienne blev indviet i 1202.

## Demografi

### Udvikling i folketal
| 1793 | 1800 | 1806 | 1821 | 1831 | 1836 | 1841 | 1846 | 1851 |
| ---- | ---- | ---- | ---- | ---- | ---- | ---- | ---- | ---- |
| 278  | 261  | 389  | 463  | 487  | 475  | 461  | 496  | 521  |

| 1856 | 1861 | 1866 | 1872 | 1876 | 1881 | 1886 | 1891 | 1896 |
| ---- | ---- | ---- | ---- | ---- | ---- | ---- | ---- | ---- |
| 495  | 440  | 454  | 450  | 470  | 514  | 505  | 533  | 520  |

| 1901 | 1906 | 1911 | 1921 | 1926 | 1931 | 1936 | 1946 | 1954 |
| ---- | ---- | ---- | ---- | ---- | ---- | ---- | ---- | ---- |
| 524  | 512  | 506  | 508  | 508  | 506  | 503  | 456  | 528  |

| 1962                                                              | 1968 | 1975 | 1982 | 1990 | 1999  | 2007  | 2014  | 2017  |
| ----------------------------------------------------------------- | ---- | ---- | ---- | ---- | ----- | ----- | ----- | ----- |
| 437                                                               | 408  | 513  | 749  | 831  | 1.069 | 1.327 | 1.608 | 1.706 |
| Tal fra og med 1962 er uden dobbelttælling (sans doubles comptes) |      |      |      |      |       |       |       |       |